# Sigulang Losung
Sigulang Losung is een bestuurslaag in het regentschap Tapanuli Selatan van de provincie Noord-Sumatra, Indonesië. Sigulang Losung telt 402 inwoners (volkstelling 2010).